# Santa's Coming for Us
"Santa's Coming for Us" är en sång skriven av Sia och Greg Kurstin som släpptes 30 oktober 2017, som huvudsingel från Sias åttonde studioalbum och första julalbum, Everyday Is Christmas.

## Musikvideo
Musikvideon till "Santa's Coming for Us" släpptes 22 november 2017 och huvudrollen som värden för en julfest spelas av Kristen Bell. Gäster inkluderar Dax Shepard som hennes make, JB Smoove som jultomten, Susan Lucci och Henry Winkler som mor/farföräldrarna samt Sophia Lillis, Caleb McLaughlin och Wyatt Oleff som barnen.